# Ídolo japonês

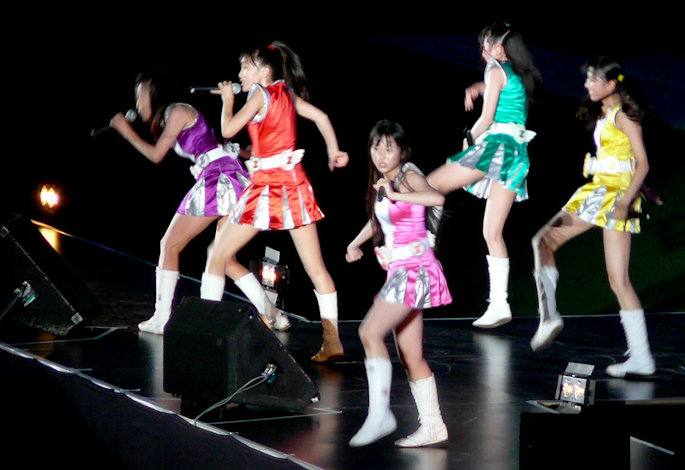
Momoiro Clover Z, um grupo de ídolos feminino musical pop.

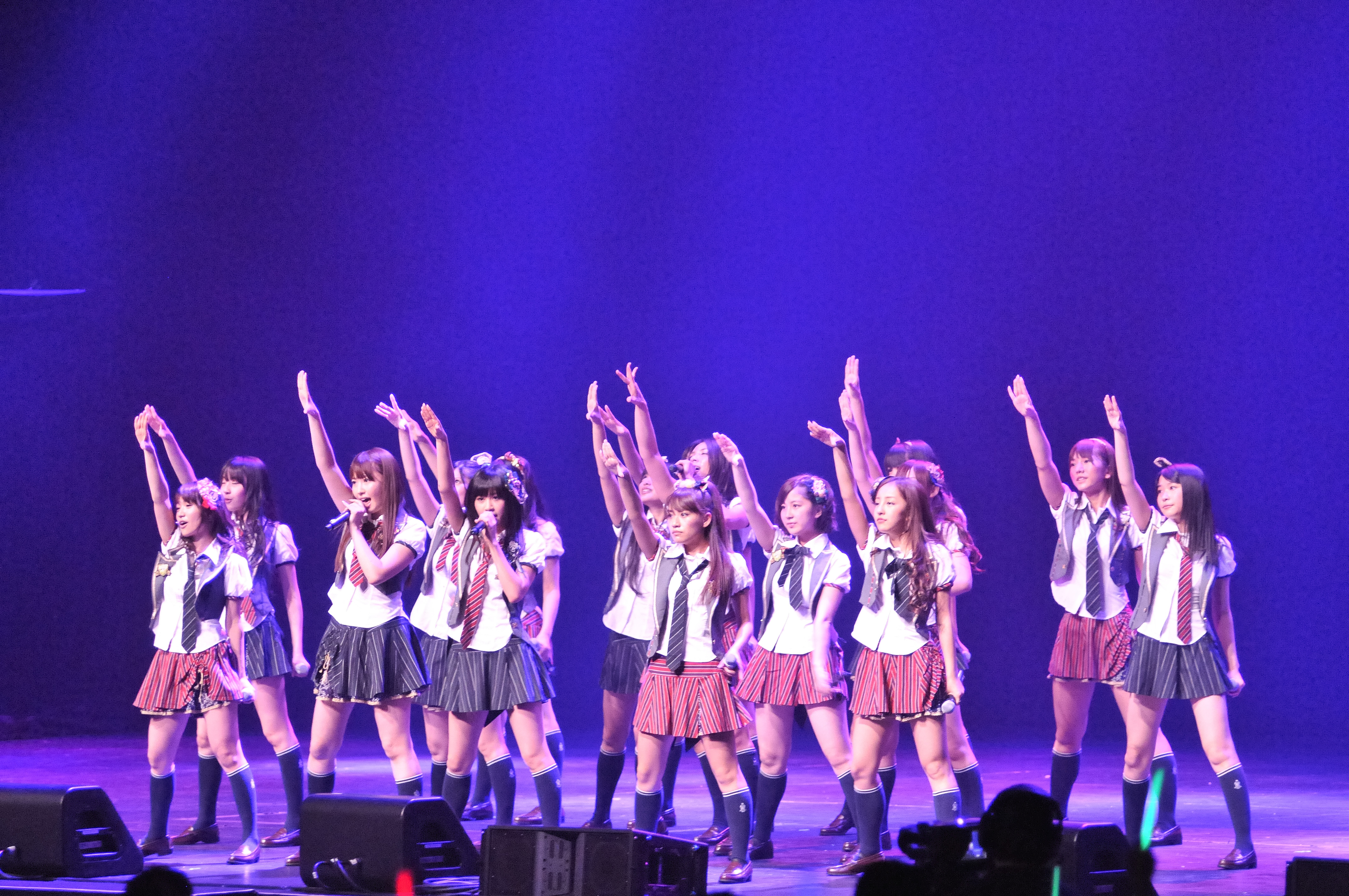
AKB48, um grupo de ídolos feminino musical pop.

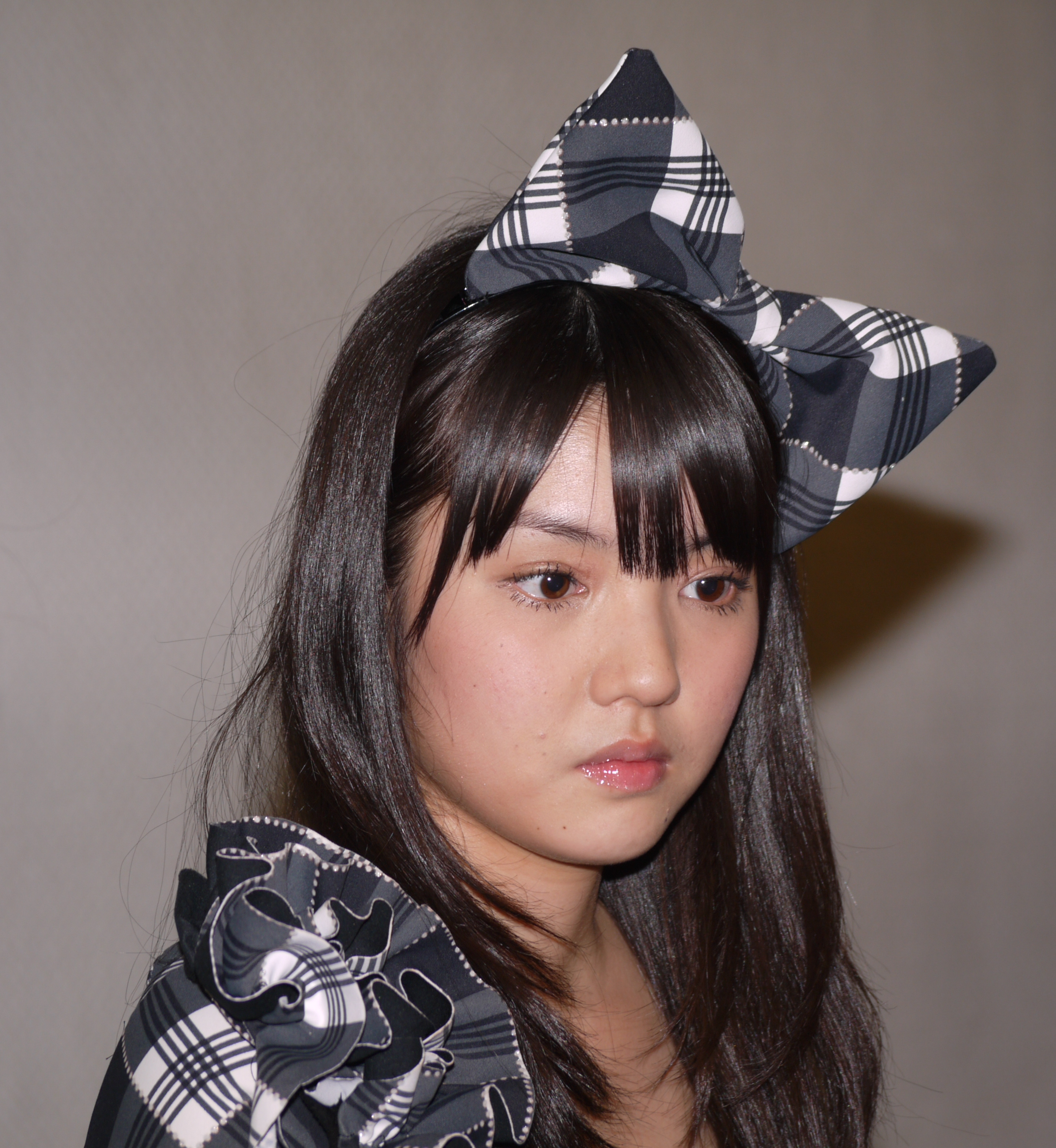
Sayumi Michishige, a líder do grupo Morning Musume.

Logotipo do grupo °C-ute.

Na cultura pop japonesa, os ídolos (アイドル, aidoru, a partir do inglês idol) são pessoas da mídia (cantores, atores, modelos etc.) jovens, em sua maioria adolescentes, com uma imagem inocente e às vezes, mais chamativa. Ídolos são uma categoria separada de cantores japoneses.
O termo implica um apelo inocente e a capacidade de provocar admiração e de fazer uma pessoa se apaixonar por artista e é comercializado por agências de talentos japonesas. Ídolos são pretendidos a ser objeto ideal do amor dos fãs enlouquecidos.
Cantores ídolos trabalham em diferentes gêneros de J-pop, geralmente no gênero mais popular no momento, mas pode ser dito que eles também constituem um gênero especial de canções sentimentais despretensiosas. Em sua vida cotidiana, os ídolos também precisam cumprir com as suas canções, para ter uma imagem pública perfeita e ser exemplos para a jovem geração.

## História
O fenômeno surgiu no início dos anos 1970 devido a um boom de popularidade do filme francês chamado Cherchez l'idole ("À procura do ídolo") que apareceu nas telas de cinema japonês em novembro de 1964. A atriz Sylvie Vartan, que desempenhou o papel principal, tornou-se extremamente popular. O termo "ídolo" tornou-se usado para as meninas, a maioria entre 14 e 16 anos, que estavam apenas começando seu caminho para o estrelato / para as novas estrelinhas muito jovens.

## Lista seletiva de grupos musicais ídolos japoneses
Esta é uma lista seletiva de grupos musicais ídolos japoneses, dividida por projetos ou agências de talentos
- AKB48[7]
- Stardust Promotion (agência de talentos)
  - Momoiro Clover Z[8]
  - Shiritsu Ebisu Chugaku[9]
  - Takoyaki Rainbow
- Hello! Project (projeto)
  - Morning Musume[10]
  - °C-ute[11]
  - Berryz Kobo[12]
  - S/mileage[13]
  - Juice=Juice[14]
  - Buono![15]
- Fairies[16]
- 9nine[17]
- Sakura Gakuin[18]
  - Twinklestars
  - Babymetal (no passado era um subgrupo de Sakura Gakuin, agora é independente)
  - Minipati
  - Kagaku Kyumei Kiko Logica?